# Carl Miedke
Carl Gottfried Miedke (* 3. September 1773 in Potsdam; † 4. Januar 1839 in Stuttgart, auch Miedtke,) war ein deutscher Schauspieler, Regisseur und Theaterautor.

## Biografie
Er wurde am 3. September 1773 in Potsdam geboren. Sein Vater war der Königliche Küchenschreiber Gottfried Miedke am Hofe Friedrichs des Großen., die Mutter war Albertina Charlotta Kaebelizzen bzw. Kaebelitz. Er war seit dem 18. Lebensjahr auf der Bühne aktiv und in erster Ehe mit der Schauspielerin und Sängerin Charlotte Miedke, geb. Pfister (* 1781 in Mannheim; † 22. Oktober 1806 in Stuttgart) verheiratet.
Aus dieser Ehe stammen drei Kinder:
- Karl August Krebs (* 16. Januar 1804 in Nürnberg; † 16. Mai 1880 in Dresden), der nach dem frühen Scharlach-Tod der Mutter 1806 nach der Übersiedlung des Paares nach Stuttgart von dem dortigen Hofsänger Johann Baptist Krebs mit Einwilligung des Vaters an Kindes statt angenommen und infolgedessen den Namen seines Pflegevaters Krebs führte; er war als Pianist, Komponist und zuletzt in Dresden als Hofkapellmeister tätig;
- Friedrich Georg Leonhard Miedke (* zwischen 31. Dezember 1802 und 31. Januar 1803 in Nürnberg; † 16. Oktober 1842 in Regensburg), der als Sänger (Bariton bzw. Bass), Schauspieler und Regisseur in Stuttgart, Augsburg, Ulm u. a. O. tätig war,[5] nach dem Rückzug vom Theater als Maler, Galerist und Schriftsteller in Regensburg;
- Anna Fischer-Maraffa (1802–1866),[6] die ebenfalls nach dem Tod der Mutter adoptiert wurde. Unter dem Namen ihres Adoptivvaters, des Opernsängers Joseph Fischer, und dem ihres Ehemanns Maraffa trat sie europaweit als Opernsängerin auf.

In zweiter Ehe war er ab 3. März 1810 verheiratet mit Wilhelmine Aschenbrenner (1791–nach 1834), die als Schauspielerin in Stuttgart, Leipzig, Darmstadt u. a. O. tätig war und die 1834 von dem Maler Otto Stotz (1805–1873) porträtiert wurde.
Miedke starb 1839 als pensionierter Hofschauspieler in Stuttgart.

## Beruflicher Werdegang
Zusammen mit seiner ersten Frau Charlotte, die u. a. auch Gastspiele in Erlangen absolvierte, war er 1798 bei der Augsburger Fuggerschen Gesellschaft unter Ferdinand Kindler in Nürnberg und von 1798 bis 1801 am Theater Nürnberg engagiert.
1805 wechselte er mit seiner Ehefrau von Nürnberg ans Hoftheater Stuttgart, wo er u. a. 1811 in Schillers Don Carlos als Posa und am 16. März 1823 als Samiel im Freischütz auftrat. Für 1834 sind Gastauftritte am Theater Würzburg belegt.
Wilhelm Waiblinger, mit dem er befreundet war, nahm bei ihm Deklamationsunterricht, würdigte Miedkes Schauspielkunst und seine hohe Belesenheit. Die Bekanntschaft Miedkes mit dem Stuttgarter Hofsänger Krebs ließ Waiblinger jedoch (laut Tagebucheintrag vom 18. September 1822) von Miedke abrücken; weitere Kontakte sind aber bis 1826 belegt.

## Dramen von Carl Miedke in Auswahl
- Manuel der falsche Freund : Ein Trauerspiel in fünf Aufzügen, Mannheim, Loeffler 1798[16]
- Adolph der Kühne Raugraf von Dassel, oder: Die Zerstörung von Northeim: Ein Gemälde der Vorzeit in fünf Aufzügen (Aufführung am Theater Bremen am 25. Februar 1813)[17]